# Adi Cohen-Saban
Adi Cohen-Saban (in ebraico עדי כהן-סבן‎?; 11 dicembre 1993) è un cestista israeliano.

## Palmarès
- Coppa di Lega israeliana: 1

Hapoel Gerusalemme: 2023